# Albrecht Landwehr

Albrecht Landwehr (1962)

Albrecht Landwehr (* 7. Mai 1881 in Bielefeld; † 25. März 1966 in Wuppertal) war ein deutscher Jurist und Politiker und vom 1. Juli 1919 bis 1929 Bürgermeister der Stadt Vohwinkel und der erste Nachkriegs-Oberbürgermeister der Stadt Wuppertal im Jahr 1945.

## Leben
Albrecht Landwehr wurde als Sohn des Ingenieurs Johann Landwehr und seiner Ehefrau Anna 1881 in Bielefeld geboren. Er besuchte das Gymnasium in Bielefeld, an dem er 1901 die Reifeprüfung ablegte. Während seines Studiums wurde er 1901 Mitglied der Burschenschaft Alemannia Bonn. Im Dezember 1906 wurde er Gerichtsreferendar, legte 1910 in Erlangen die juristische Doktorprüfung ab und wurde 1912 Gerichtsassessor. Von Januar 1906 bis März 1912 war er als Referendar und Assessor bei verschiedenen Gerichtsbehörden tätig und von 1912 bis 1917 Stadtassessor in Remscheid, wo er bis zum 30. Juni 1919 Beigeordneter war. 1912 heiratete er Erna Meyer-Hermann. Aus dieser Ehe gingen vier Kinder hervor. 

## Bürgermeister
Am 1. Juli 1919 wurde er mit der Verwaltung der Bürgermeisterei Vohwinkel durch den Oberpräsidenten der Rheinprovinz betraut und am 14. Oktober 1921 dort zum Bürgermeister gewählt. Bis zur Städtevereinigung von 1929 hat er die Geschicke des damals noch selbständigen Vohwinkel geleitet, das 1921 die Stadtrechte erhielt. 1923, während der französischen Besatzungszeit, war er nicht bereit, mit den Besatzern zusammenzuarbeiten, wurde als erstes Opfer des Belagerungszustandes (Ruhrkampf) verhaftet und erst in der nicht besetzten Zone wieder freigelassen. Von Sonnborn aus konnte er die Verwaltungsgeschäfte als Bürgermeister von Wuppertal ausführen. Landwehr führte die Verhandlungen zur Vereinigung der Städte Vohwinkel und Elberfeld und war in den dreißiger Jahren als Stadtrat in verschiedenen Ämtern Wuppertals tätig. 1936 wurde er zum Stadtkämmerer ernannt. Am 11. Oktober 1937 beantragte Landwehr die Aufnahme in die NSDAP und wurde rückwirkend zum 1. Mai desselben Jahres aufgenommen (Mitgliedsnummer 5.679.631). Nach dem Krieg übertrugen die Amerikaner Landwehr die Leitung der Verwaltung als erstem Wuppertaler Nachkriegs-Oberbürgermeister. Offizieller „Oberbürgermeister“ wurde erst am 5. Mai 1945 sein Nachfolger Eugen Thomas. Am 1. August 1945 trat er 64-jährig in den Ruhestand.

## Sonstige Funktionen
Schon in frühen Jahren hatte er ehrenamtlich in verschiedenen Verbänden der freien Wohlfahrtspflege gearbeitet. Er gehörte mehr als 20 Jahre dem Rheinischen Provinzialausschuss für Innere Mission in Langenberg als Vorstandsmitglied an. In den Vorstand des Bergischen Diakonissen-Mutterhauses trat er 1937 ein. Er war 20 Jahre Vorsitzender. Unter seiner Führung konnte das im Krieg zerstörte Mutterhaus in Wuppertal-Elberfeld wieder aufgebaut werden. In Aprath-Oberdüssel und in Bensberg-Moitzfeld entstanden mehrere heilpädagogische Heime für Kinder sowie schulentlassene Jugendliche. Das besondere Interesse von Landwehr galt dem Evangelischen Seminar für Sozialarbeit in Wuppertal-Elberfeld, das in den 60er Jahren als erstes dieser Art in Westdeutschland auf ein 50-jähriges Bestehen zurückblicken konnte.

## Ehrung
- Johann-Hinrich-Wichern-Plakette des Diakonischen Werkes-Innere Mission und Hilfswerk der Evangelischen Kirche in Deutschland.